# جورجيو بارسانتي
جورجيو بارسانتي (بالإيطالية: Giorgio Barsanti)‏ (23 سبتمبر 1918 - 11 نوفمبر 1994) لاعب كرة قدم إيطالي.